# 日本製紙
日本製紙株式會社（日语：／，東證1部：3863）是一家日本纸品公司。現時總部位於東京都千代田区神田駿河台四丁目6番地。該公司為主要控股公司，業務是經營生產和銷售新聞紙、印刷出版用紙、情報用紙、産業用紙。

## 历史
於1949年8月1日設立，當時由十條製紙和山陽國策紙漿合併而設。
2001年，設立日本製紙集團控股公司。2012年10月1日，把旗下日本大昭和板紙、日本紙紙漿、和日本製紙化學合併。2013年4月1日，把當時控股日本製紙集團合併，再次上市。

## 連結
- 日本製紙グループ （页面存档备份，存于）